# Полиместор
Полиместор (на старогръцки: Πολυμήστωρ, Polymestor) в гръцката митология е цар на Тракия по времето на Троянската война. Неговата съпруга Илона е най-възрастната дъщеря на цар Приам и Хекуба. Според Овидий той е цар на Одрисите.
Преди падането на Троя цар Приам изпраща най-малкия си син Полидор при дъщеря си Илона да го възпитава с много голямо богатство. След падането на Троя от алчност Полиместор хвърля Полидор от скала в морето.
Хекуба по-късно си отмъстила за сина си като извадила очите на Полиместор и убила неговите деца.
Той е действощо лице в трагедията на Еврипид „Хекуба“.